# Tarata (Boliwia)
Tarata – miasto w Boliwii, w departamencie Cochabamba, w prowincji Esteban Arze.